# Крочи (Трапани)
Крочи је насеље у Италији у округу Трапани, региону Сицилија.
Према процени из 2011. у насељу је живело 461 становника. Насеље се налази на надморској висини од 82 м.